# Subsecretaría de Servicios Sociales de Chile
La Subsecretaría de Servicios Sociales de Chile es una subsecretaría de Estado dependiente del Ministerio de Desarrollo Social y Familia. Desde el 16 de agosto de 2023 la subsecretaria respectiva es Francisca Gallegos Jara, actuando bajo el gobierno de Gabriel Boric.
Fue creada durante el primer gobierno de Sebastián Piñera, el 8 de noviembre de 2011, mediante la ley n° 20.530, que a su vez creó el Ministerio de Desarrollo Social (MDS).

## Funciones
Entre las principales funciones de la Subsecretaría de Servicios Sociales está la de liderar la División de Promoción y Protección Social, que coordina gran parte de las políticas sociales del Ministerio de Desarrollo Social y Familia, entre ellas el Ingreso Ético Familiar (IEF). Asimismo, depende de esta Subsecretaría, la División de Focalización encargada de la implementación y coordinación del Registro Social de Hogares (RSH).
Además de estas tareas, esta Subsecretaría es la que se encarga de contribuir y supervigilar la labor  y sugerir lineamientos estratégicos de sus servicios relacionados: la Corporación Nacional de Desarrollo Indígena (Conadi), el Fondo de Solidaridad e Inversión Social (Fosis), el Servicio Nacional de la Discapacidad (Senadis), el Servicio Nacional del Adulto Mayor (Senama) y el Instituto Nacional de la Juventud (Injuv).

## Estructura
De la Subsecretaría de Servicios Sociales dependen los siguientes órganos:
- División de Promoción y Protección Social
  - Departamento de Diseño Metodológico
  - Departamento de Gestión de Proyectos Informáticos y Procesos
  - Departamento de Operaciones

- División de Focalización
  - Departamento de Operaciones
  - Departamento de Aseguramiento de la Información
  - Departamento de Supervisión
  - Departamento de Coordinación de la Información

## Subsecretarios
| Retrato | Subsecretario/a             | Partido | Inicio                 | Final                | Presidente                 |
| ------- | --------------------------- | ------- | ---------------------- | -------------------- | -------------------------- |
|         | Loreto Seguel King          | UDI     | 8 de noviembre de 2011 | 22 de abril de 2013  | Sebastián Piñera Echenique |
|         | Luz Granier Bulnes          | RN      | 7 de mayo de 2013      | 11 de marzo de 2014  | Sebastián Piñera Echenique |
|         | Juan Eduardo Faúndez Molina | PPD     | 11 de marzo de 2014    | 11 de marzo de 2018  | Michelle Bachelet Jeria    |
|         | Sebastián Villarreal Bardet | Evópoli | 11 de marzo de 2018    | 4 de mayo de 2021    | Sebastián Piñera Echenique |
|         | Fernando Medina Gatica (s)  | Ind.    | 4 de mayo de 2021      | 6 de mayo de 2021    | Sebastián Piñera Echenique |
|         | Andrea Balladares Letelier  | RN      | 6 de mayo de 2021      | 11 de marzo de 2022  | Sebastián Piñera Echenique |
|         | Francisca Perales Flores    | CS      | 11 de marzo de 2022    | 16 de agosto de 2023 | Gabriel Boric Font         |
|         | Francisca Gallegos Jara     | FA      | 16 de agosto de 2023   | en el cargo          | Gabriel Boric Font         |